# Thánh giá trong rừng

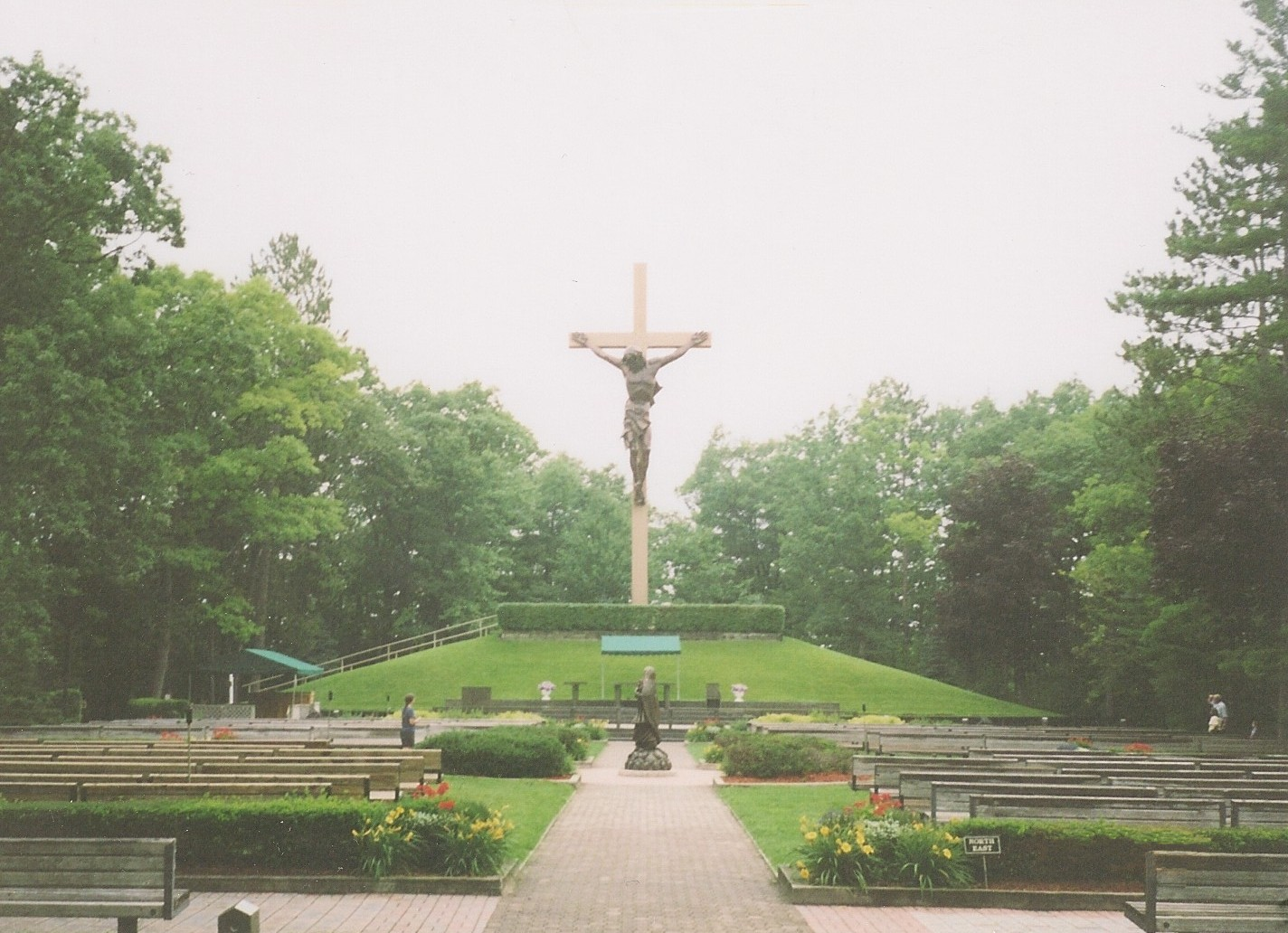
Thánh giá trong rừng

Thánh giá trong rừng (Tiếng Anh:Cross in the Woods) là một địa điểm hành hương nổi tiếng tọa lạc tại địa chỉ: 7078 M-68, Indian River, hạt Cheboygan, phía bắc bang Michigan, Hoa Kỳ. Nơi đây mở cửa suốt 365 ngày trong năm, mỗi ngày đều cử hành thánh lễ trong nhà nguyện hoặc ngoài trời. Nơi tôn nghiêm này hàng năm đón tiếp hơn ba trăm ngàn người đến chiêm bái và cầu nguyện.